# FC Finnentrop
Der FC Finnentrop (offiziell: Fußballclub Finnentrop 1979 e.V.) ist ein Sportverein aus Finnentrop im Kreis Olpe. Die erste Fußballmannschaft der Frauen nahm einmal am DFB-Pokal teil.

## Geschichte
Der Verein wurde am 2. April 1979 gegründet. Im Oktober 1979 gründete sich eine Frauen-Trainingsgruppe, die im folgenden Jahr am offiziellen Spielbetrieb teilnahm. Diese erreichte nach Aufstiegen in den Jahren 1982, 1985 und 1991 den Sprung in die seinerzeit drittklassige Verbandsliga Westfalen. Nach dem Abstieg im Jahre 1999 gelang vier Jahre später der Wiederaufstieg in das westfälische Oberhaus. Der erneute Abstieg in die Landesliga folgte im Jahre 2005.
Ein Jahr später erreichte die Mannschaft das Endspiel um den Westfalenpokal und unterlag auf eigenem Platz der zweiten Mannschaft des FC Gütersloh 2000 mit 0:1. Da die Gütersloherinnen als zweite Mannschaft nicht am DFB-Pokal teilnehmen durften, rückte der FC Finnentrop nach. In der ersten Runde unterlag die Mannschaft dem Zweitligisten SuS Timmel mit 1:6.
Am Saisonende stiegen die Finnentroperinnen in die Bezirksliga ab und schafften dort den direkten Wiederaufstieg. In der Saison 2008/09 gelang als Aufsteiger ungeschlagen gar der Durchmarsch in die mittlerweile Westfalenliga genannte höchste westfälische Spielklasse. Nach einem weiteren Abstieg im Jahre 2012 gelang erneut der direkte Wiederaufstieg. Im Jahre 2017 stieg der FCF erneut in die Landesliga ab, seit der Saison 2020/21 spielt die Mannschaft in der Bezirksliga.
Die Männermannschaft des FC Finnentrop kam bislang nicht über die Kreisliga A hinaus. In der Saison 2020/21 tritt die erste Mannschaft in der Kreisliga B an.

## Persönlichkeiten
- Christine Chaladyniak